# 6.ª Divisão (Japão)
A 6ª Divisão foi uma divisão de infantaria do Império do Japão que serviu durante a Segunda Guerra Mundial. A divisão foi formada 14 de maio de 1888 in Hiroshima, sendo desmobilizada no mês de setembro de 1945 com o fim da guerra.

## Comandantes
| Comandante                              | Data                                           |
| --------------------------------------- | ---------------------------------------------- |
| Lt. General Yasuyuki Koike              | 10 de junho de 1918 - 28 de junho de 1921      |
| Lt. General Torao Yamada                | 28 de junho de 1921 - 24 de novembro de 1922   |
| Lt. General Kanzo Yuhara                | 24 de novembro de 1922 - 2 de março de 1026    |
| Lt. General Hikosuke Fukuda             | 2 de março de 1926 - 1 de agosto de 1929       |
| General Sadao Araki                     | 1 de agosto de 1929 - 1 de agosto de 1931      |
| Lt. General Masaemon Sakamoto           | 1 de agosto de 1931 - 5 de março de 1934       |
| Lt. General Kohei Kashii                | 5 de março de 1934 - 2 de dezembro de 1935     |
| Lt. General Hisao Tani                  | 2 de dezembro de 1935 - 28 de dezembro de 1937 |
| Lt. General Shiro Inaba                 | 28 de dezembro de 1937 - 1 de dezembro de 1939 |
| Lt. General Viscount Kacumoto Machijiri | 1 de dezembro de 1939 - 1 de abril de 1941     |
| Lt. General Masatane Kanda              | 1 de abril de 1941 - 1 de abril de 1945        |
| Lt. General Tsutomi Akinaga             | 1 de abril de 1945 - setembro de 1945          |

## Subordinação
- Exército da Guarnição China - 27 de julho de 1937
- 1º Exército - 31 de agosto de 1937
- 10º Exército - 20 de outubro de 1937
- Exército Expedicionário China Central - 14 de fevereiro de 1938
- 11º Exército - 4 de julho de 1938
- 17º Exército - novembro de 1942

## Ordem da Batalha
dezembro de 1940
- 6. Grupo de Infantaria (desmobilizada 1 de junho de 1944)
- 13. Regimento de Infantaria
- 23. Regimento de Infantaria
- 45. Regimento de Infantaria
- 6. Regimento de Cavalaria
- 6. Regimento de Artilharia de Campo
- 6. Regimento de Engenharia
- 6. Regimento de Transporte
- Unidade de comunicação